# قطر للسكك الحديدية
شركة السكك الحديد القطرية، المعروفة باسم قطر ريل، هي شركة سكك حديدية مملوكة للدولة، وهي مسؤولة عن النقل بالسكك الحديدية في قطر. وهي شركة مملوكة ومدارة من قبل حكومة قطر. تأسست الشركة في عام 2011، وهي مسؤولة عن تصميم وبناء وتشغيل وصيانة شبكة وأنظمة السكك الحديدية في قطر بأكملها. وهي تدير شبكة السكك الحديدية في قطر. بدأت شركة السكك الحديدية القطرية (قطر ريل) في 8 مايو 2019، خدمة المعاينة لمترو الدوحة بـ 13 محطة على الخط الأحمر، بدءاً من محطة القصار شمالاً إلى محطة الوكرة جنوباً. وأصبحت خطوط المترو الثلاثة التي تشكل الشبكة الحالية جاهزة للعمل بكامل طاقتها بحلول سبتمبر 2020.

## المشاريع
تشمل مشاريع السكك الحديدية الفردية مترو الدوحة، وهو عبارة عن شبكة سكك حديدية تحت الأرض تربط المجتمعات داخل الدوحة وضواحيها، وشبكة السكك الحديدية الخفيفة في لوسيل (LLRT)، وهي شبكة ترام داخل مدينة لوسيل الجديدة في قطر، وشبكة ركاب وقطارات المسافات الطويلة. قطار الشحن يربط المدن في الشمال والغرب بالدوحة، والدولة بنظام السكك الحديدية القادم لدول مجلس التعاون الخليجي.
مترو الدوحة : يتكون مترو الدوحة من ثلاثة خطوط بطول إجمالي تقريبي يبلغ 300 كيلومتر و37 محطة. تم بناؤه على مرحلتين: المرحلة الأولى هي الخطوط الحمراء والذهبية والخضراء التي تم افتتاحها عام 2019 بعدد 37 محطة. أما المرحلة الثانية فستتضمن إدخال خط إضافي (الأزرق) وتوسيع الخطوط الحالية بأكثر من 60 محطة إضافية.
ترام لوسيل : لوسيل هو مشروع تطوير قادم على الواجهة البحرية ومن شأنه أن يأوي ما يصل إلى 200,000 ساكن في المستقبل. ستقوم شبكة النقل بالسكك الحديدية الخفيفة في لوسيل (LLRT)، وهي نظام قائم على الترام، بربط جميع النقاط الرئيسية في المدينة. ستتكون الشبكة من أربعة خطوط ترام رئيسية (الأحمر، الأخضر، الأرجواني، الأصفر)، و37 محطة قطار للركاب بما في ذلك 10 محطات تحت الأرض.
سكك حديد قطر للمسافات الطويلة [الإنجليزية] : يهدف مشروع سكك حديد قطر للركاب والبضائع لمسافات طويلة إلى تطوير شبكة سكك حديدية طويلة المسافة للركاب والبضائع لربط المراكز السكانية الرئيسية والصناعات القطرية وتشكيل جزء من شبكة السكك الحديدية المخطط لها في دول مجلس التعاون الخليجي التي تربط قطر ست دول من المنطقة ( دولة قطر، المملكة العربية السعودية، الإمارات العربية المتحدة، دولة الكويت، مملكة البحرين، وسلطنة عمان ). سيتم تنفيذ الشبكة على أربع مراحل. سيكون هناك خمسة خطوط رئيسية: خط شحن واحد، وثلاثة خطوط مختلطة للركاب والبضائع، وخط واحد للركاب عالي السرعة. تتضمن المرحلة الأولى بناء ما يقرب من 143 كيلومتر من مسار السكة الحديد مع محطة وثلاث ساحات شحن وساحة متعددة الوسائط و59 جسراً و36 قناة.

## روابط خارجية
- الموقع الرسمي